# José Luis Rondo
José Luis Rondo Polo (Palma di Maiorca, 19 marzo 1976) è un ex calciatore spagnolo naturalizzato equatoguineano, di ruolo difensore.

## Carriera

### Club
Ha giocato tra la seconda e la quinta serie spagnola.

### Nazionale
Tra il 2003 e il 2009, ha giocato 14 partite con la nazionale equatoguineana.